# 슈트랄호른
슈트랄호른(독일어: Strahlhorn, 4,190m)은 자스-페의 남쪽과 발레주의 체르마트 동쪽에 위치한 스위스 페나인 알프스의 산이다. 마터탈과 자스탈을 나누는 산맥에 있으며, 림프피시호른과 슈바르츠베르크호른 사이의 중간 정도에 있다.

## 동명의 산맥
스위스에는 덜 알려진 같은 이름의 봉우리 3개(3027m, 3194m, 3200m)가 있다.
- 슈트랄호른 (발치더) (3,200m), 베른 알프스의 일부, 비치호른의 동쪽, 발레주 발치더의 북쪽
- 슈트랄호른 (피셔탈) (3,027m), 베른 알프스의 일부, 알레치 빙하와 발레주 피셔탈 사이
- 슈트랄호른 (니더게슈텔른) (3,194m), 베른 알프스의 일부, 뢰첸탈의 남쪽과 발레주 비치호른의 서쪽